# 2019-es Formula–1 belga nagydíj
A belga nagydíj volt a 2019-es Formula–1 világbajnokság tizenharmadik futama, amelyet 2019. augusztus 30. és szeptember 1. között rendeztek meg a Circuit de Spa-Francorchamps versenypályán, Spában.
Ettől a hétvégétől Alexander Albon a Red Bull, míg Pierre Gasly a Toro Rosso színeiben folytatta pályafutását.

## Választható keverékek
| Abroncs              | Friss | Használt |
| -------------------- | ----- | -------- |
| Kemény keverék (C1)  |       |          |
| Közepes keverék (C2) |       |          |
| Lágy keverék (C3)    |       |          |
| Átmeneti esőgumi (I) |       |          |
| Teljes esőgumi (W)   |       |          |

## Szabadedzések

### Első szabadedzés
A belga nagydíj első szabadedzését augusztus 30-án, pénteken délelőtt tartották, magyar idő szerint 11:00-tól.
| helyezés | versenyző          | csapat/motor          | elért idő | különbség | futott kör |
| -------- | ------------------ | --------------------- | --------- | --------- | ---------- |
| 1        | Sebastian Vettel   | Ferrari               | 1:44,574  | −         | 20         |
| 2        | Charles Leclerc    | Ferrari               | 1:44,788  | +0,214    | 20         |
| 3        | Max Verstappen     | Red Bull-Honda        | 1:45,507  | +0,933    | 18         |
| 4        | Alexander Albon    | Red Bull-Honda        | 1:45,584  | +1,010    | 19         |
| 5        | Valtteri Bottas    | Mercedes              | 1:45,882  | +1,308    | 25         |
| 6        | Lewis Hamilton     | Mercedes              | 1:45,973  | +1,399    | 16         |
| 7        | Lance Stroll       | Racing Point-Mercedes | 1:46,198  | +1,624    | 16         |
| 8        | Daniel Ricciardo   | Renault               | 1:46,426  | +1,852    | 23         |
| 9        | Sergio Pérez       | Racing Point-Mercedes | 1:46,433  | +1,859    | 22         |
| 10       | Carlos Sainz Jr.   | McLaren-Renault       | 1:46,557  | +1,983    | 20         |
| 11       | Nico Hülkenberg    | Renault               | 1:46,669  | +2,095    | 23         |
| 12       | Lando Norris       | McLaren-Renault       | 1:46,670  | +2,096    | 19         |
| 13       | Kimi Räikkönen     | Alfa Romeo-Ferrari    | 1:47,024  | +2,450    | 20         |
| 14       | Romain Grosjean    | Haas-Ferrari          | 1:47,176  | +2,602    | 18         |
| 15       | Antonio Giovinazzi | Alfa Romeo-Ferrari    | 1:47,333  | +2,759    | 22         |
| 16       | Kevin Magnussen    | Haas-Ferrari          | 1:47,488  | +2,914    | 21         |
| 17       | Danyiil Kvjat      | Toro Rosso-Honda      | 1:47,636  | +3,062    | 20         |
| 18       | Pierre Gasly       | Toro Rosso-Honda      | 1:47,968  | +3,394    | 26         |
| 19       | Nicholas Latifi    | Williams-Mercedes     | 1:48,784  | +4,210    | 24         |
| 20       | Robert Kubica      | Williams-Mercedes     | 1:48,966  | +4,392    | 24         |

### Második szabadedzés
A belga nagydíj második szabadedzését augusztus 30-án, pénteken délután tartották, magyar idő szerint 15:00-tól.
| helyezés | versenyző          | csapat/motor          | elért idő | különbség | futott kör |
| -------- | ------------------ | --------------------- | --------- | --------- | ---------- |
| 1        | Charles Leclerc    | Ferrari               | 1:44,123  | −         | 28         |
| 2        | Sebastian Vettel   | Ferrari               | 1:44,753  | +0,630    | 30         |
| 3        | Valtteri Bottas    | Mercedes              | 1:44,969  | +0,846    | 28         |
| 4        | Lewis Hamilton     | Mercedes              | 1:45,015  | +0,892    | 26         |
| 5        | Sergio Pérez       | Racing Point-Mercedes | 1:45,117  | +0,994    | 25         |
| 6        | Max Verstappen     | Red Bull-Honda        | 1:45,394  | +1,271    | 20         |
| 7        | Kimi Räikkönen     | Alfa Romeo-Ferrari    | 1:45,708  | +1,585    | 25         |
| 8        | Lance Stroll       | Racing Point-Mercedes | 1:45,732  | +1,609    | 21         |
| 9        | Daniel Ricciardo   | Renault               | 1:45,735  | +1,612    | 26         |
| 10       | Alexander Albon    | Red Bull-Honda        | 1:45,771  | +1,648    | 21         |
| 11       | Carlos Sainz Jr.   | McLaren-Renault       | 1:45,999  | +1,876    | 28         |
| 12       | Romain Grosjean    | Haas-Ferrari          | 1:46,120  | +1,997    | 21         |
| 13       | Nico Hülkenberg    | Renault               | 1:46,209  | +2,086    | 26         |
| 14       | Danyiil Kvjat      | Toro Rosso-Honda      | 1:46,214  | +2,091    | 24         |
| 15       | Lando Norris       | McLaren-Renault       | 1:46,258  | +2,135    | 29         |
| 16       | Antonio Giovinazzi | Alfa Romeo-Ferrari    | 1:46,328  | +2,205    | 24         |
| 17       | Pierre Gasly       | Toro Rosso-Honda      | 1:46,374  | +2,251    | 28         |
| 18       | Kevin Magnussen    | Haas-Ferrari          | 1:46,399  | +2,276    | 21         |
| 19       | George Russell     | Williams-Mercedes     | 1:47,887  | +3,764    | 30         |
| 20       | Robert Kubica      | Williams-Mercedes     | 1:48,331  | +4,208    | 32         |

### Harmadik szabadedzés
A belga nagydíj harmadik szabadedzését augusztus 31-én, szombaton délelőtt tartották, magyar idő szerint 12:00-tól.
| helyezés | versenyző          | csapat/motor          | elért idő | különbség | futott kör |
| -------- | ------------------ | --------------------- | --------- | --------- | ---------- |
| 1        | Charles Leclerc    | Ferrari               | 1:44,206  | −         | 9          |
| 2        | Sebastian Vettel   | Ferrari               | 1:44,657  | +0,451    | 12         |
| 3        | Valtteri Bottas    | Mercedes              | 1:44,703  | +0,497    | 11         |
| 4        | Daniel Ricciardo   | Renault               | 1:44,974  | +0,768    | 10         |
| 5        | Max Verstappen     | Red Bull-Honda        | 1:45,312  | +1,106    | 11         |
| 6        | Sergio Pérez       | Racing Point-Mercedes | 1:45,521  | +1,315    | 12         |
| 7        | Lewis Hamilton     | Mercedes              | 1:45,566  | +1,360    | 4          |
| 8        | Kimi Räikkönen     | Alfa Romeo-Ferrari    | 1:45,659  | +1,453    | 13         |
| 9        | Antonio Giovinazzi | Alfa Romeo-Ferrari    | 1:45,688  | +1,482    | 13         |
| 10       | Pierre Gasly       | Toro Rosso-Honda      | 1:45,752  | +1,546    | 15         |
| 11       | Romain Grosjean    | Haas-Ferrari          | 1:45,806  | +1,600    | 15         |
| 12       | Nico Hülkenberg    | Renault               | 1:45,855  | +1,649    | 11         |
| 13       | Kevin Magnussen    | Haas-Ferrari          | 1:46,004  | +1,798    | 15         |
| 14       | Carlos Sainz Jr.   | McLaren-Renault       | 1:46,017  | +1,811    | 14         |
| 15       | Lando Norris       | McLaren-Renault       | 1:46,270  | +2,064    | 13         |
| 16       | Lance Stroll       | Racing Point-Mercedes | 1:46,379  | +2,173    | 11         |
| 17       | Danyiil Kvjat      | Toro Rosso-Honda      | 1:46,642  | +2,436    | 13         |
| 18       | George Russell     | Williams-Mercedes     | 1:47,858  | +3,652    | 14         |
| 19       | Robert Kubica      | Williams-Mercedes     | 1:48,350  | +4,144    | 14         |
| 20       | Alexander Albon    | Red Bull-Honda        | 1:50,681  | +6,475    | 14         |

## Időmérő edzés
A belga nagydíj időmérő edzését augusztus 31-én, szombaton futották, magyar idő szerint 15:00-tól.
| helyezés              | rajtszám | versenyző          | csapat/motor          | 1. rész    | 2. rész    | 3. rész  | rajthely   | futott kör |
| --------------------- | -------- | ------------------ | --------------------- | ---------- | ---------- | -------- | ---------- | ---------- |
| 1                     | 16       | Charles Leclerc    | Ferrari               | 1:43,587   | 1:42,938   | 1:42,519 | 1          | 17         |
| 2                     | 5        | Sebastian Vettel   | Ferrari               | 1:44,109   | 1:43,037   | 1:43,267 | 2          | 17         |
| 3                     | 44       | Lewis Hamilton     | Mercedes              | 1:45,260   | 1:43,592   | 1:43,282 | 3          | 19         |
| 4                     | 77       | Valtteri Bottas    | Mercedes              | 1:45,141   | 1:43,980   | 1:43,415 | 4          | 19         |
| 5                     | 33       | Max Verstappen     | Red Bull-Honda        | 1:44,622   | 1:44,132   | 1:43,690 | 5          | 16         |
| 6                     | 3        | Daniel Ricciardo   | Renault               | 1:45,560   | 1:44,103   | 1:44,257 | 10[1]      | 17         |
| 7                     | 27       | Nico Hülkenberg    | Renault               | 1:45,899   | 1:44,549   | 1:44,542 | 12[1]      | 16         |
| 8                     | 7        | Kimi Räikkönen     | Alfa Romeo-Ferrari    | 1:45,842   | 1:44,140   | 1:44,557 | 6          | 18         |
| 9                     | 11       | Sergio Pérez       | Racing Point-Mercedes | 1:45,732   | 1:44,707   | 1:44,706 | 7          | 18         |
| 10                    | 20       | Kevin Magnussen    | Haas-Ferrari          | 1:45,839   | 1:44,738   | 1:45,086 | 8          | 18         |
| 11                    | 8        | Romain Grosjean    | Haas-Ferrari          | 1:45,694   | 1:44,797   |          | 9          | 12         |
| 12                    | 4        | Lando Norris       | McLaren-Renault       | 1:46,154   | 1:44,847   |          | 11         | 12         |
| 13                    | 18       | Lance Stroll       | Racing Point-Mercedes | 1:46,000   | 1:45,047   |          | 16[2]      | 8          |
| 14                    | 23       | Alexander Albon    | Red Bull-Honda        | 1:45,528   | 1:45,799   |          | 17[2]      | 8          |
| 15                    | 99       | Antonio Giovinazzi | Alfa Romeo-Ferrari    | 1:45,637   | idő nélkül |          | 18[3]      | 7          |
| 16                    | 10       | Pierre Gasly       | Toro Rosso-Honda      | 1:46,435   |            |          | 13         | 5          |
| 17                    | 55       | Carlos Sainz Jr.   | McLaren-Renault       | 1:46,507   |            |          | 15[1]      | 6          |
| 18                    | 26       | Danyiil Kvjat      | Toro Rosso-Honda      | 1:46,518   |            |          | 19[2]      | 4          |
| 19                    | 63       | George Russell     | Williams-Mercedes     | 1:47,548   |            |          | 14         | 6          |
| 107%-os idő: 1:50,838 |          |                    |                       |            |            |          |            |            |
| NK                    | 88       | Robert Kubica      | Williams-Mercedes     | idő nélkül |            |          | boxutca[4] | 2          |

Megjegyzés:
- ↑ 1:  — Daniel Ricciardo, Nico Hülkenberg és Carlos Sainz Jr. autójában erőforrást cseréltek, ezért fejenként 5-5 rajthelyes büntetést kaptak.[4]
- ↑ 2:  — Lance Stroll, Alexander Albon és Danyiil Kvjat autójában több erőforráselemet is kicseréltek, ezért a rajtrács végére sorolták őket hátra. Kvjat autójában ezen felül sebességváltót is cseréltek, ezzel további 5 rajthelyes büntetést kapott.[5]
- ↑ 3:  — Antonio Giovinazzi autójában erőforrást és sebességváltót cseréltek, ezért a rajtrács végére sorolták hátra.[6]
- ↑ 4:  — Robert Kubica nem tudott mért kört futni, de megkapta a rajtengedélyt a futamra, azonban a boxutcából kellett rajtolnia.[7]

## Futam
A belga nagydíj futama szeptember 1-jén, vasárnap rajtolt, magyar idő szerint 15:10-kor.
| helyezés | rajtszám | versenyző          | csapat/motor          | futott kör | idő/kiesés oka | rajthely | abroncs | pont  |
| -------- | -------- | ------------------ | --------------------- | ---------- | -------------- | -------- | ------- | ----- |
| 1        | 16       | Charles Leclerc    | Ferrari               | 44         | 1:23:45,710    | 1        |         | 25    |
| 2        | 44       | Lewis Hamilton     | Mercedes              | 44         | +0,981         | 3        |         | 18    |
| 3        | 77       | Valtteri Bottas    | Mercedes              | 44         | +12,585        | 4        |         | 15    |
| 4        | 5        | Sebastian Vettel   | Ferrari               | 44         | +26,422        | 2        |         | 13[5] |
| 5        | 23       | Alexander Albon    | Red Bull-Honda        | 44         | +1:21,325      | 17       |         | 10    |
| 6        | 11       | Sergio Pérez       | Racing Point-Mercedes | 44         | +1:24,448      | 7        |         | 8     |
| 7        | 26       | Danyiil Kvjat      | Toro Rosso-Honda      | 44         | +1:29,657      | 19       |         | 6     |
| 8        | 27       | Nico Hülkenberg    | Renault               | 44         | +1:46,639      | 12       |         | 4     |
| 9        | 10       | Pierre Gasly       | Toro Rosso-Honda      | 44         | +1:49,168      | 13       |         | 2     |
| 10       | 18       | Lance Stroll       | Racing Point-Mercedes | 44         | +1:49,838      | 16       |         | 1     |
| 11[6]    | 4        | Lando Norris       | McLaren-Renault       | 43         | erőforrás      | 11       |         |       |
| 12       | 20       | Kevin Magnussen    | Haas-Ferrari          | 43         | +1 kör         | 8        |         |       |
| 13       | 8        | Romain Grosjean    | Haas-Ferrari          | 43         | +1 kör         | 9        |         |       |
| 14       | 3        | Daniel Ricciardo   | Renault               | 43         | +1 kör         | 10       |         |       |
| 15       | 63       | George Russell     | Williams-Mercedes     | 43         | +1 kör         | 14       |         |       |
| 16       | 7        | Kimi Räikkönen     | Alfa Romeo-Ferrari    | 43         | +1 kör         | 6        |         |       |
| 17       | 88       | Robert Kubica      | Williams-Mercedes     | 43         | +1 kör         | boxutca  |         |       |
| 18[6]    | 99       | Antonio Giovinazzi | Alfa Romeo-Ferrari    | 42         | baleset        | 18       |         |       |
| ki       | 55       | Carlos Sainz Jr.   | McLaren-Renault       | 1          | erőforrás      | 15       |         |       |
| ki       | 33       | Max Verstappen     | Red Bull-Honda        | 0          | baleset        | 5        |         |       |

Megjegyzés:
- ↑ 5:  — Sebastian Vettel a helyezéséért járó pontok mellett a versenyben futott leggyorsabb körért további 1 pontot szerzett.
- ↑ 6:  — Lando Norris és Antonio Giovinazzi nem értek célba, de helyezésüket értékelték, mert a versenytáv több, mint 90%-át teljesítették.

## A világbajnokság állása a verseny után
| H   | Versenyzők       | Pont | H   | Konstruktőrök             | Pont |
| --- | ---------------- | ---- | --- | ------------------------- | ---- |
| 1.  | Lewis Hamilton   | 268  | 1.  | Mercedes                  | 471  |
| 2.  | Valtteri Bottas  | 203  | 2.  | Ferrari                   | 326  |
| 3.  | Max Verstappen   | 181  | 3.  | Red Bull-Honda            | 254  |
| 4.  | Sebastian Vettel | 169  | 4.  | McLaren-Renault           | 82   |
| 5.  | Charles Leclerc  | 157  | 5.  | Toro Rosso-Honda          | 51   |
| 6.  | Pierre Gasly     | 65   | 6.  | Renault                   | 43   |
| 7.  | Carlos Sainz Jr. | 58   | 7.  | Racing Point-BWT Mercedes | 40   |
| 8.  | Danyiil Kvjat    | 33   | 8.  | Alfa Romeo-Ferrari        | 32   |
| 9.  | Kimi Räikkönen   | 31   | 9.  | Haas-Ferrari              | 26   |
| 10. | Alexander Albon  | 26   | 10. | Williams-Mercedes         | 1    |

(A teljes táblázat)

## Statisztikák
- Vezető helyen:

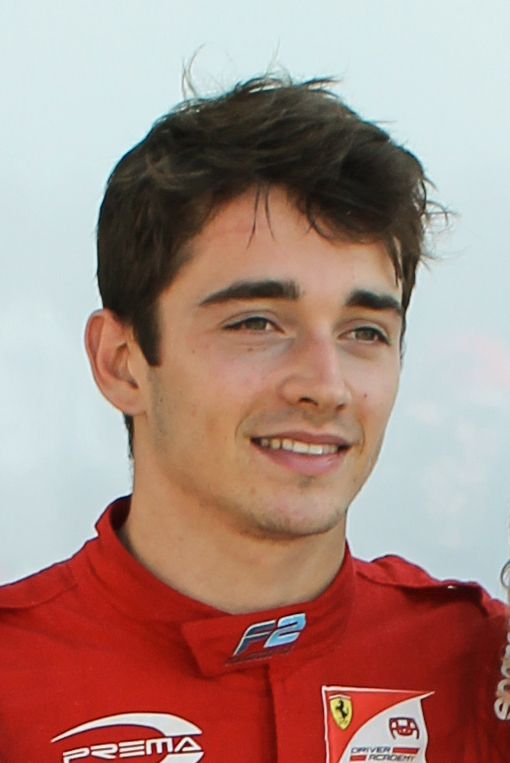
Charles Leclerc első Formula–1-es futamgyőzelmét szerezte, amelyet az előző napon elhunyt Anthoine Hubert emlékének ajánlott

  - Charles Leclerc: 38 kör (1-20 és 27-44)
  - Lewis Hamilton: 2 kör (21-22)
  - Sebastian Vettel: 4 kör (23-26)
- Charles Leclerc 3. pole-pozíciója és 1. futamgyőzelme.[10]
- Sebastian Vettel 38. versenyben futott leggyorsabb köre.
- A Ferrari 237. futamgyőzelme.
- Charles Leclerc 6., Lewis Hamilton 145., Valtteri Bottas 40. dobogós helyezése.